# Jan Křižan

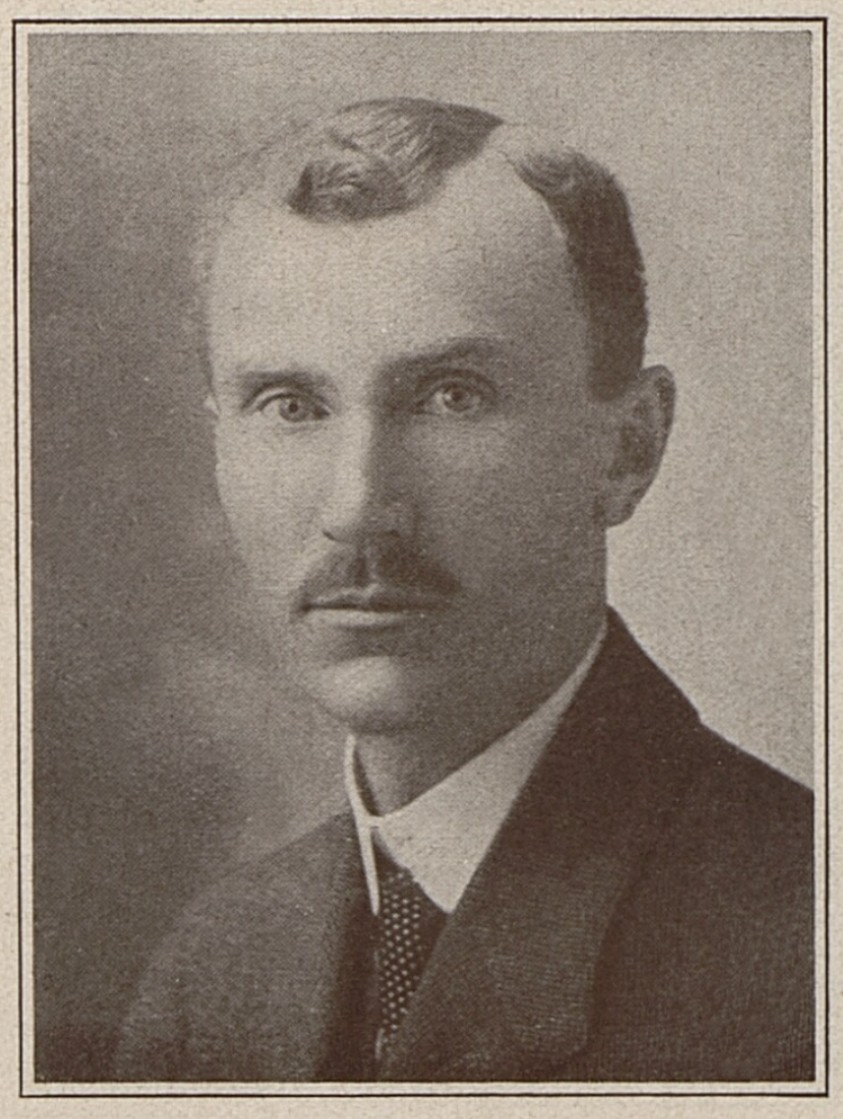
Jeho otec Jan Křižan (* 17. května 1882 Hodslavice na Moravě – 4. února 1941) – valaškomeziříčský průmyslník v oboru zpracování dřeva (foto rok 1927)

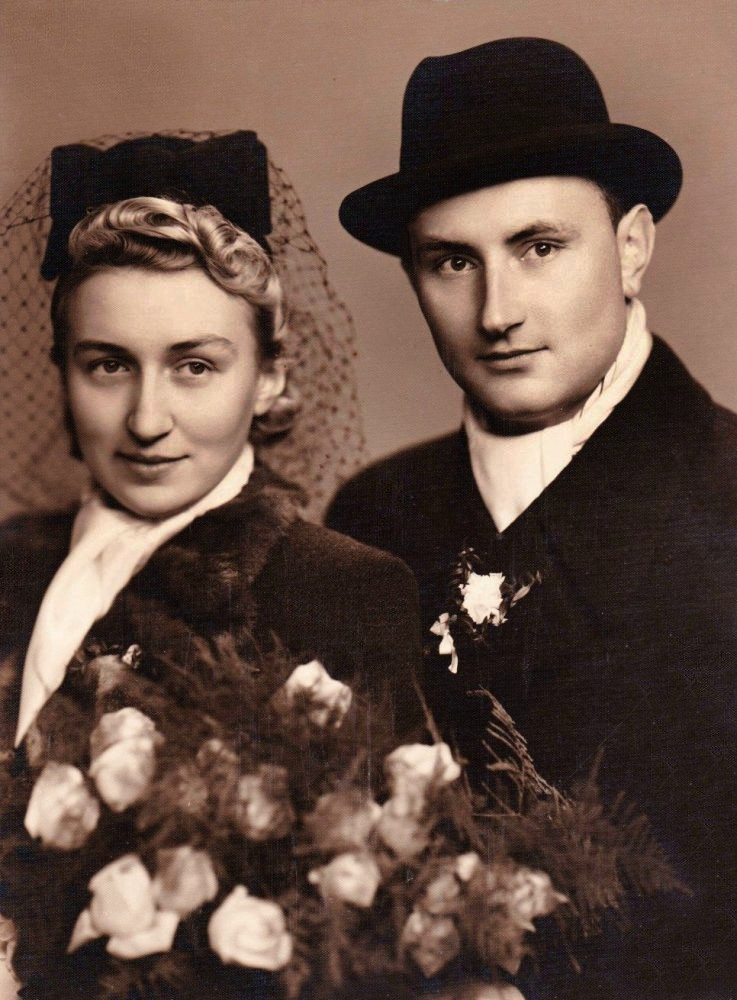
Svatební fotografie (prosinec 1939) Dagmar Křižanové, rozené Hasilíkové (* 15. prosince 1919 Přerov - 2. října 2015 Valašské Meziříčí) a Jana Křižana

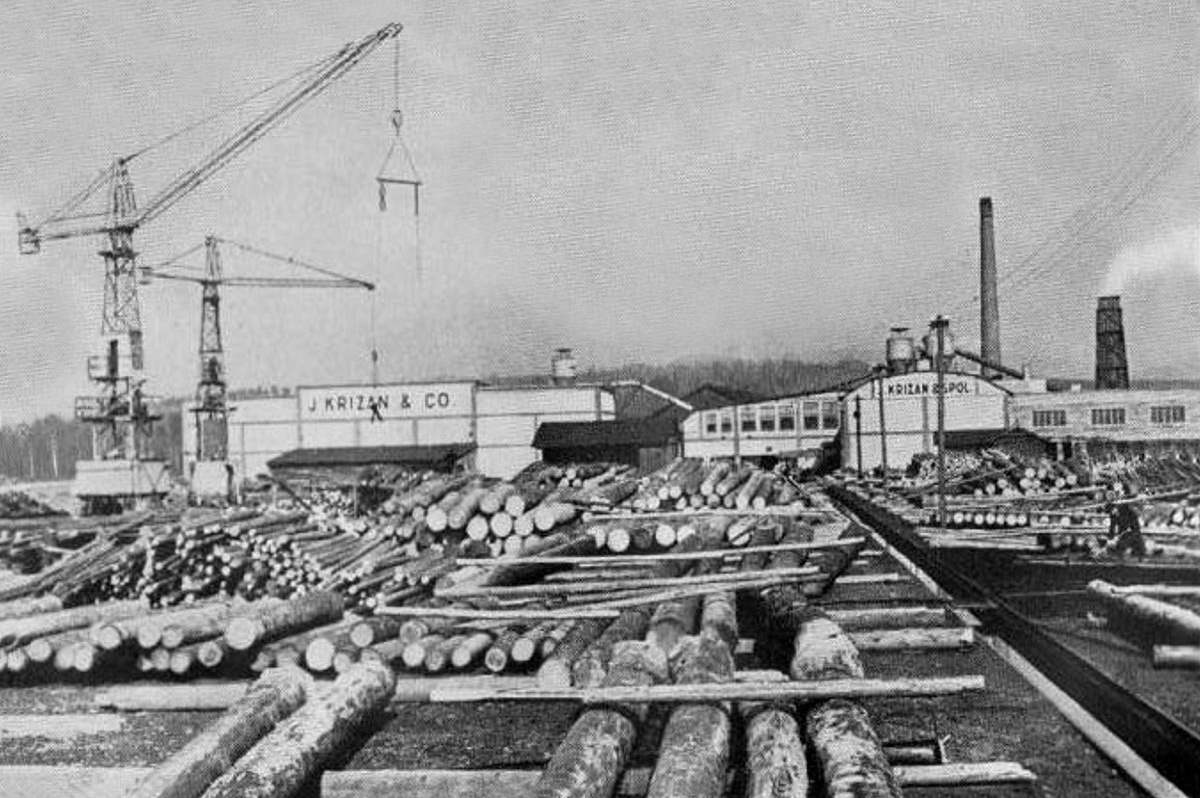
Pohled od západu na Křižanovu parní pilu v Krásně nad Bečvou (Valašském Meziříčí)

Jan Křižan (12. listopadu 1915 Valašské Meziříčí – 14. června 1951 Brno) byl český podnikatel odsouzený v politickém procesu komunistickým režimem k trestu smrti a v roce 1951 popraven.

## Životopis

### Rodinné poměry
Narodil se v roce 1915 ve Valašském Meziříčí otci Janovi, který působil jako průmyslník, a matce Emilii. Měl starší sestru Jarmilu a mladší Marii. V mládí navštěvoval v Brně obchodní akademii, maturitní zkoušku vykonal v roce 1934. Poté začal studovat práva na Masarykově univerzitě, přičemž na studia odjel i na technickou školu do Německa. Na základní vojenské službě působil v Uherském Hradišti. Byl členem Československé strany národně socialistické. Se svou ženou Dagmar rozenou Hasilíkovou (1919-2015), se kterou se oženil v prosinci 1939, měl tři děti, Jana, Jiřího a Ondřeje. Po zemřelém otci Janu Křižanovi (1882–1941) převzal v roce 1941 parní pilu a továrnu na bedny ve Valašském Meziříčí.
Dále podle svědectví syna Ondřeje: Kvůli vyplácení spoludědiček se zadlužil. Po vyrovnání těchto dluhů byly jeho továrny v roce 1946 protiprávně znárodněny, když byly vydávány za součást Vítkovických železáren, ve skutečnosti nájemce jeho podniku. Jan Křižan se za přičinění komunistů ve svém podniku ocitl v přímém střetu s nositeli moci. Odvolal se a jelikož spor zůstal nevyřešen, byl později dědicům uznán nárok na účast na restituci. V současnosti (rok 2024) prochází areál devastované pily revitalizací, mimo jiné město Valašské Meziříčí na něm chystá stavby autobusového nádraží a budovy městského úřadu.
Po popravě manžela zůstali Dagmar Křižanové tři nezletilí synové. Pomáhali jí rodiče a bratr Jan Hasilík. Postavou jejího otce Jana Hasilíka byl inspirován film Tichá bolest. Dagmar prošla celou řadou zaměstnání, protože při každé prověrce potvrdila svůj odmítavý postoj k režimu. Na poslední příčce této „sestupné kariéry“, při odstraňování skvrn v čistírně za nedostatečného větrání utrpěla otravu jater benzolem. Až díky lékařskému osvědčení směla být přijata na jiné, zdraví nepoškozující místo. Nejstarší syn Jan po invazi armád Varšavského paktu v srpnu 1968 s rodinou opustil Československo a usadil se v Kanadě. Po nástupu normalizace v roce 1970 matku a její rodiče opustil spolu s manželkou i nejmladší syn Ondřej. Působil v několika zemích než se s rodinou jako univerzitní vědec a pedagog usadil v Německu, kde je znám pod akademickým jménem Andrej Hasilik. V Československu zůstal se svou rodinou jen prostřední syn Jiří Křižan, který je znám jako úspěšný scenárista z období obnovené demokracie. 

### Protektorát Čechy a Morava
Pomoc Jana Křižana domácímu protiněmeckému odboji za Protektorátu Čechy a Morava spočívala například v podpoře pekaře Theodora Borovičky (Branky na Moravě číslo 66), který zásoboval pečivem ze své malé vesnické pekárny nejen místní zákazníky, ale dodával chléb i partyzánům ze skupiny majora Murzina. Jan Křižan pekaři po celou dobu trvání protektorátu dodával dřevo za velmi nízkou (lidovou) cenu.
Podle písemného vyjádření Zdenky Sousedíkové ze Vsetína (ze dne 30. ledna 1951) Jan Křižan také poskytoval pomoc podnikateli a vynálezci v oboru elektrických strojů Josefu Sousedíkovi, který byl za druhé světové války aktivně zapojen do protinacistického odboje (udržoval styky se skupinou Clay Eva). Při ilegálních schůzkách s odbojáři ve Valašském Meziříčí Josef Sousedík (okresní velitel odbojové skupiny) nechtěl být nápadný (musel se skrývat před gestapem) a proto parkoval s vědomím Jana Křižana svůj osobní automobil v garáži na Křižanově pile.
Podle písemného vyjádření Rudolfa Cochlara, zaměstnance ONV ve Valašském Meziříčí, (z 25. ledna 1950) se Jan Křižan vehementně zasazoval (proti úsilí bývalého úřadu práce ve Valašském Meziříčí) o to, aby z firmy Jan Křižan a spol. (parní pila) nebyli zařazováni zaměstnanci na nucené práce do nacistického Německa v rámci tzv. totálního nasazení.
Díky úplatkům, zásahem advokáta a jednáním s úřady se mu prokazatelně podařilo zachránit Josefa Motyčku, tehdejšího hospodského v Huštěnovicích, který byl nacistickým soudem ve Vratislavi odsouzen k trestu smrti.

### Po druhé světové válce
Ještě před převratem v únoru 1948 byl v roce 1946 jeho majetek znárodněn. Křižan poté ve svých bývalých firmách působil jako národní správce a posléze ve funkci technického vedoucího. Po komunistickém převratu ale o práci přišel a s rodinou odešel do Branek, kde s manželkou začali hospodařit na 10 ha zemědělské půdy její matky. Zároveň Jan usiloval o legální odchod ze země, aby rodině zařídil novou existenci. Postupem času však na něj z titulu bývalého majitele velkých podniků začala chodit udání, dostal pokutu od daňového úřadu, a zemědělská činnost manželů byla ztížena téměř nesplnitelnými dávkami. Křižan se tak rozhodl uprchnout za každou cenu. Po útěku ze země se chtěl postarat o přechod i zbytku rodiny.

### Útěk do Rakouska
Rozhodl se tak spolu s Františkem Boháčem překročit státní hranici u Mikulova. To se jim 1. ledna 1950 povedlo, když utekli do Rakouska. Během útěku ovšem postřelili strážmistra Václava Anschlaga, který krátce po zásahu do břicha zemřel. Ke střelbě, při níž zranili i jednoho vojína, došlo poté, co jim strážmistr nařídil kontrolu na služebně. Po neplánované střelbě je do Rakouska následoval i přítel Vladimír Krejčiřík, který je k hranici přivezl. Vzhledem k tomu, že část Rakouska, do níž uprchli, byla v té době stále okupována Sovětským svazem, oznámili rakouští policisté, kteří uprchlíky dopadli, jejich dopadení Sovětům. Již 4. ledna 1950 byli uprchlíci převezeni zpět do Československa. 

Vazební identifikační fotografie Jana Křižana
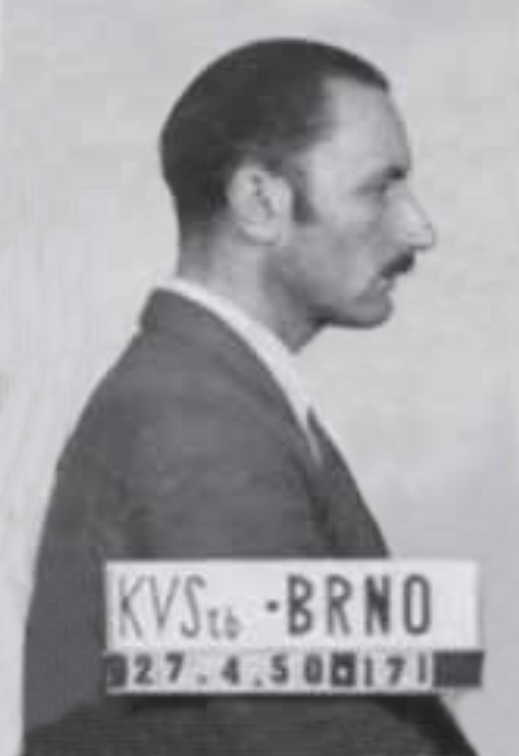
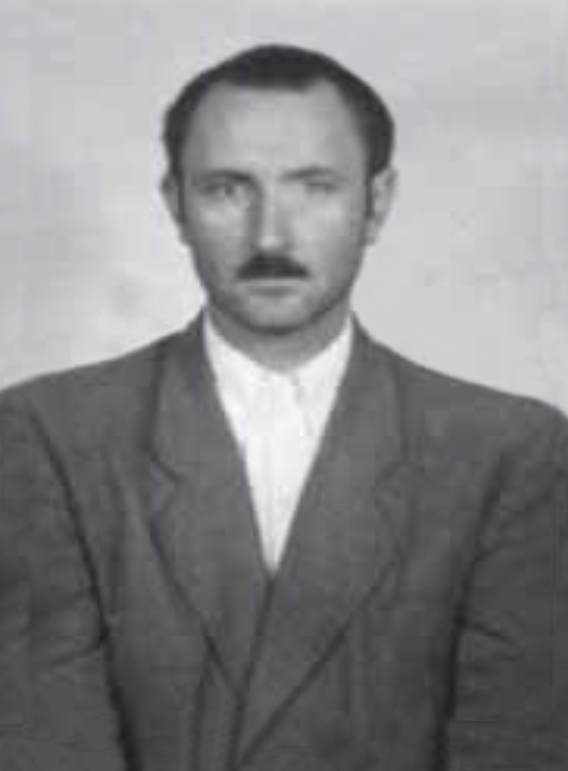
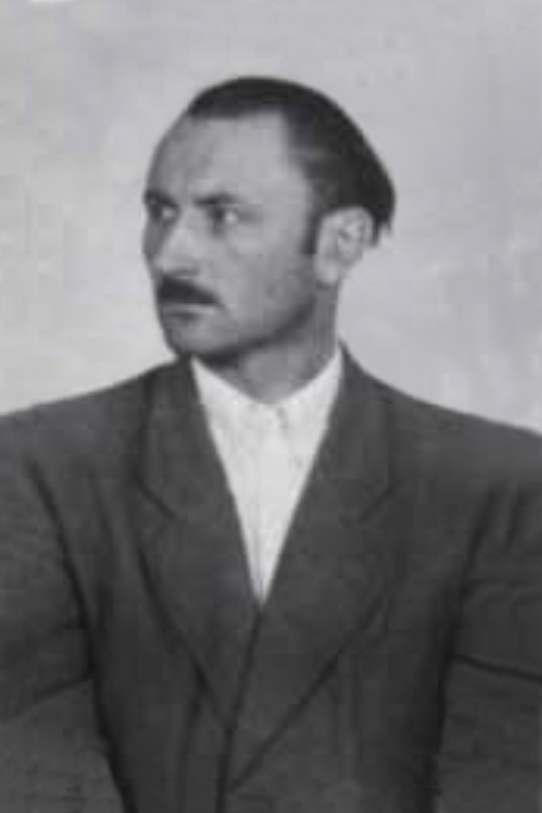

### Zatčení, výslechy, soud, ...
Vyslýchaní byli ve vazbě od 4. ledna 1950 do 25. května 1950. Podle archivních záznamů i svědectví byli mučeni a byl jim zničen chrup. Během první části výslechů 21. února 1950 podal státní prokurátor v Brně Dr. A. Mikyska jako člen Krajské bezpečnostní komise návrh aby byl připraven soud v prostorách mikulovského zámku a proces byl „školou pro bezpečnostní orgány všech složek“ a „politickou školou pro veřejnost“. Nejvyšší Bezpečnostní komise s účastí ministra národní bezpečnosti a ministra spravedlnosti zasedala v Praze dne 18. října 1950 a určila trest smrti. Až potom, v prosinci 1950 byl Křižan za trestný čin velezrady a za další trestné činy k trestu smrti odsouzen. V politickém procesu přitom bylo vedle tří hlavních obžalovaných odsouzeno i šest osob, které jim při útěku nějak pomohly nebo o něm věděly. Státní bezpečnost proces využila jako boj proti třídnímu nepříteli. Desítky lidí se obrátily na prezidenta Klementa Gottwalda se žádostmi o milost, mezi nimi závodní rada znárodněné pily, Křižanovi zaměstnanci v Brankách, paní Marie Rašková z Kopřivnice, která oslovila i paní Martu Gottwaldovou, dále lidé, kteří děkovali za ochranu před totálním nasazením a také vdova po zastřeleném vrchním strážmistrovi, paní Marie Anschlágová. V červnu 1951 byl Jan Křižan a jeho přítel František Boháč, důstojník československé armády a účastník protinacistického odboje, popraven. Křižanova rodina poté řadu let čelila perzekuci ze strany úřadů. Půl roku po popravě propaganda připomenula konec továrníka Křižana takto: „Zločinec Jan Křižan došel odplaty a Valašsko je zbaveno svých upírů.“

Dokumenty
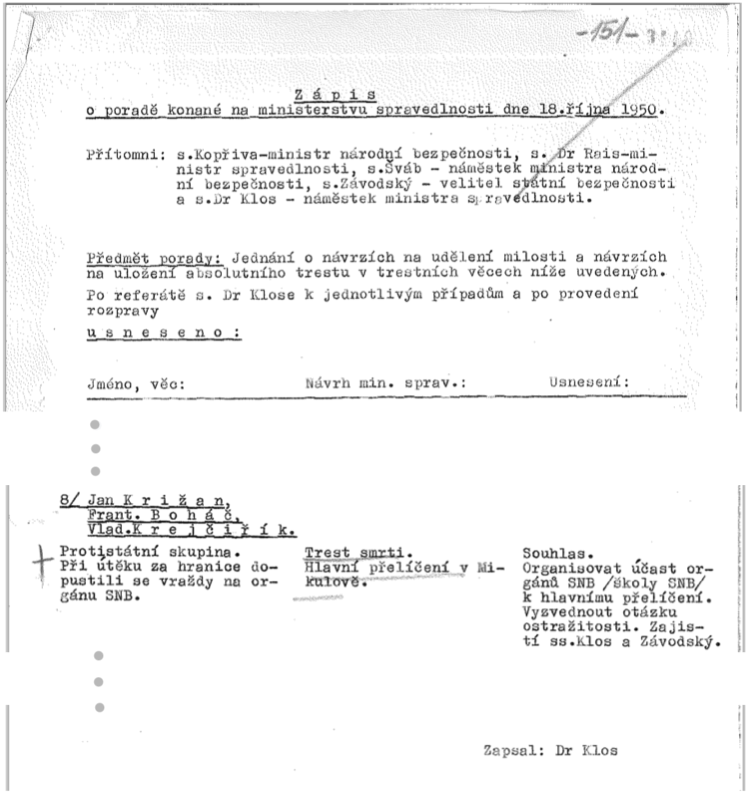
Rozhodnutí bezpečnostní komise na ministerstvu spravedlnosti o trestu pro Jana Křižana a další dva obviněné učiněné 18. října 1950, tedy 8 týdnů před soudem.[p. 3]
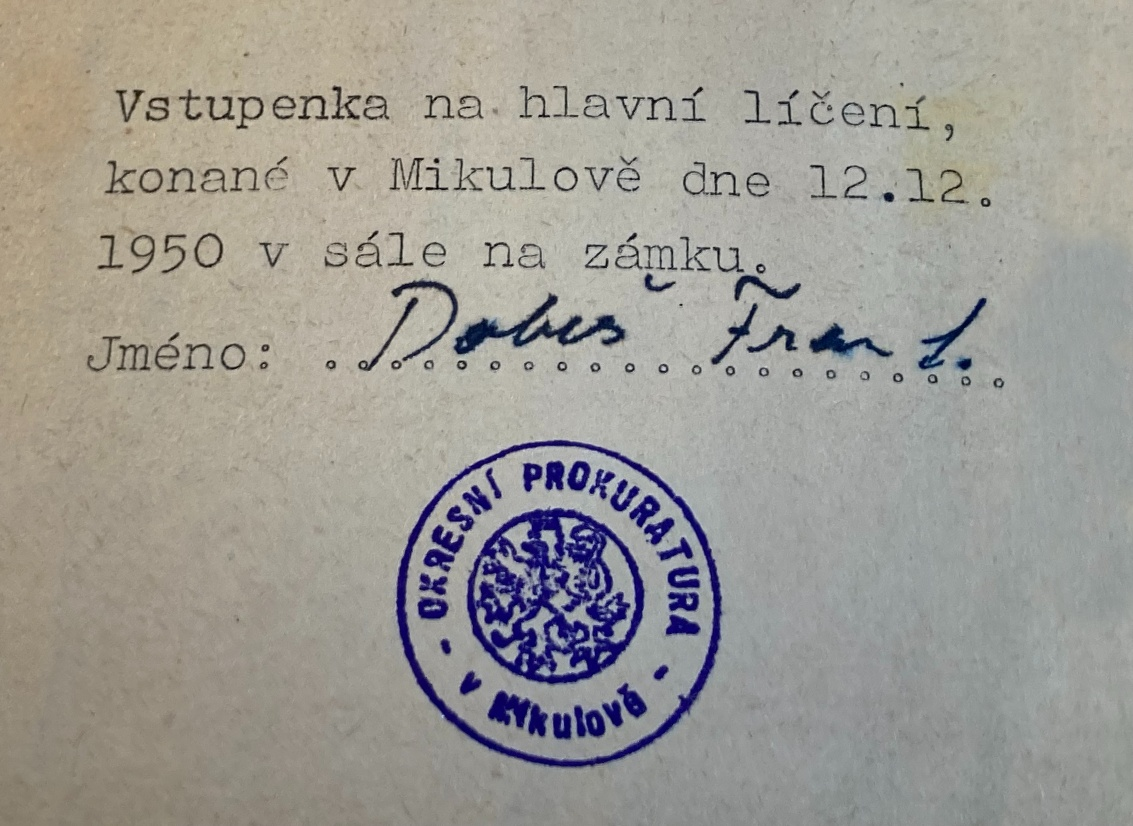
Vstupenka k soudu konaném 12. až 14. prosince 1950 vystavená Okresní prokuraturou Mikulov pro Františka Dobeše na 12. prosince 1950
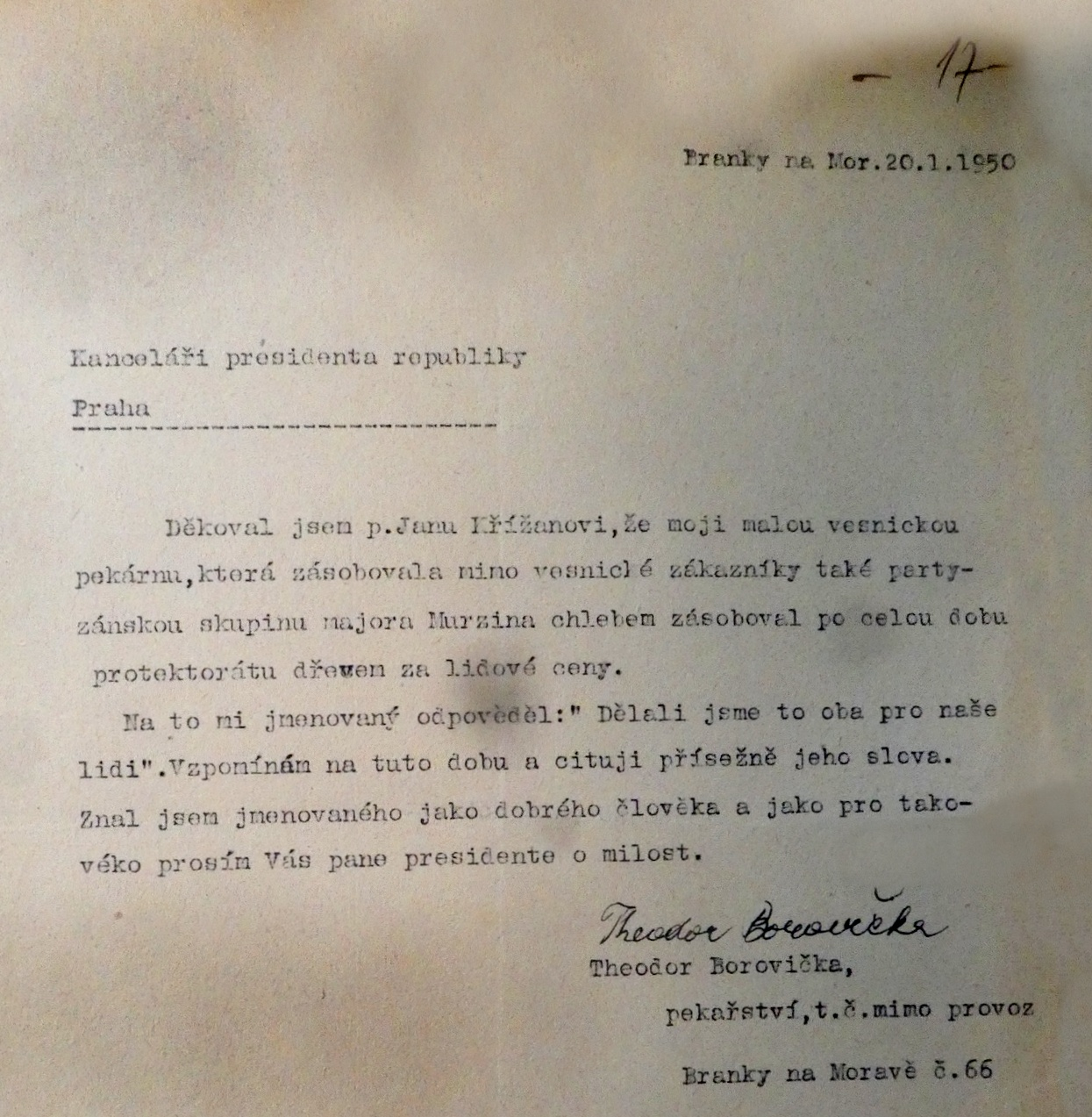
Svědectví pekaře Theodora Borovičky (20. ledna 1950): "Dělali jsme to oba pro naše lidi".
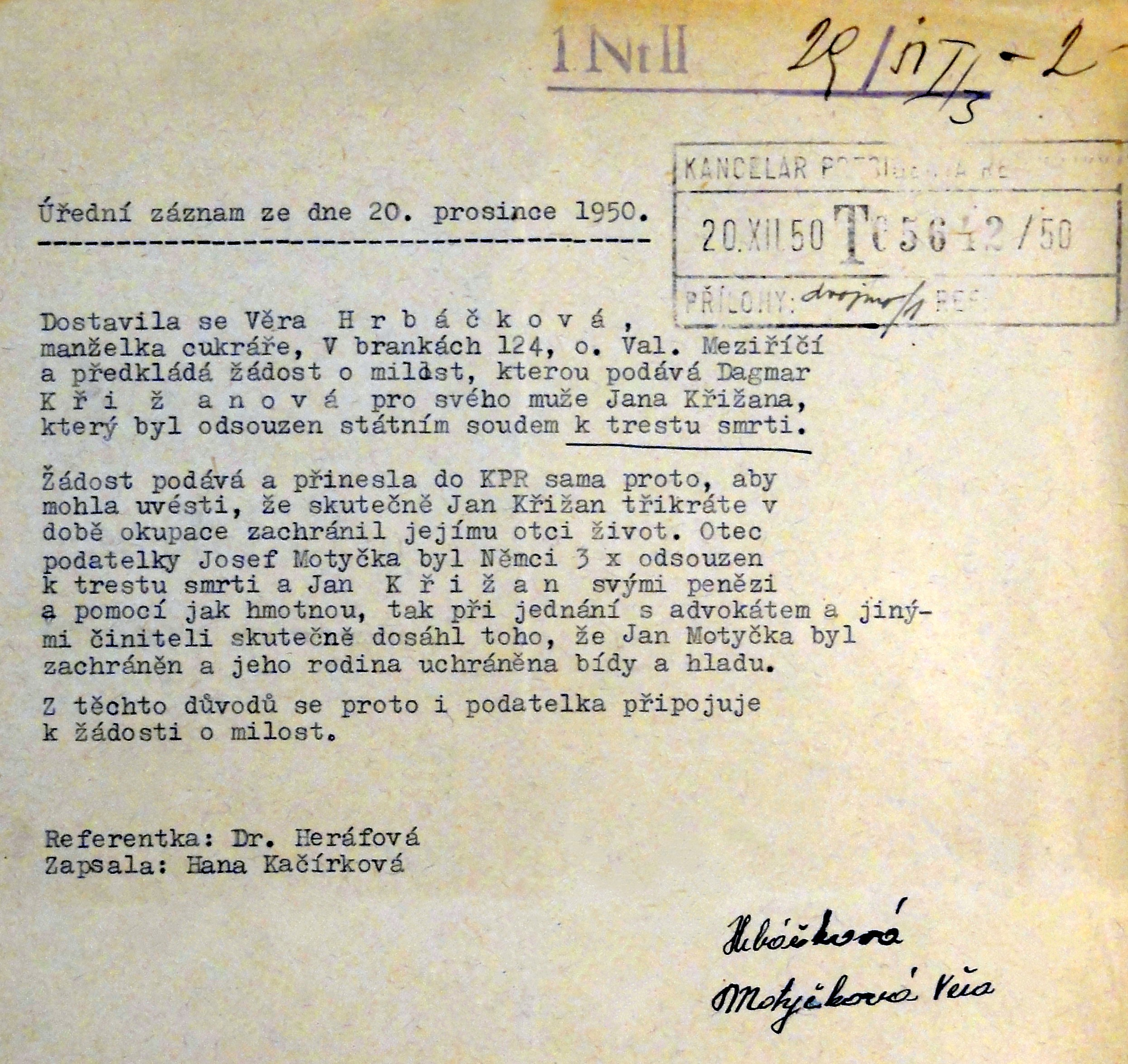
Svědectví Věry Hrbáčkové, rozené Motyčkové ve prospěch odsouzeného Jana Křižana, které učinila v Kanceláři prezidenta republiky (20. prosince 1950)
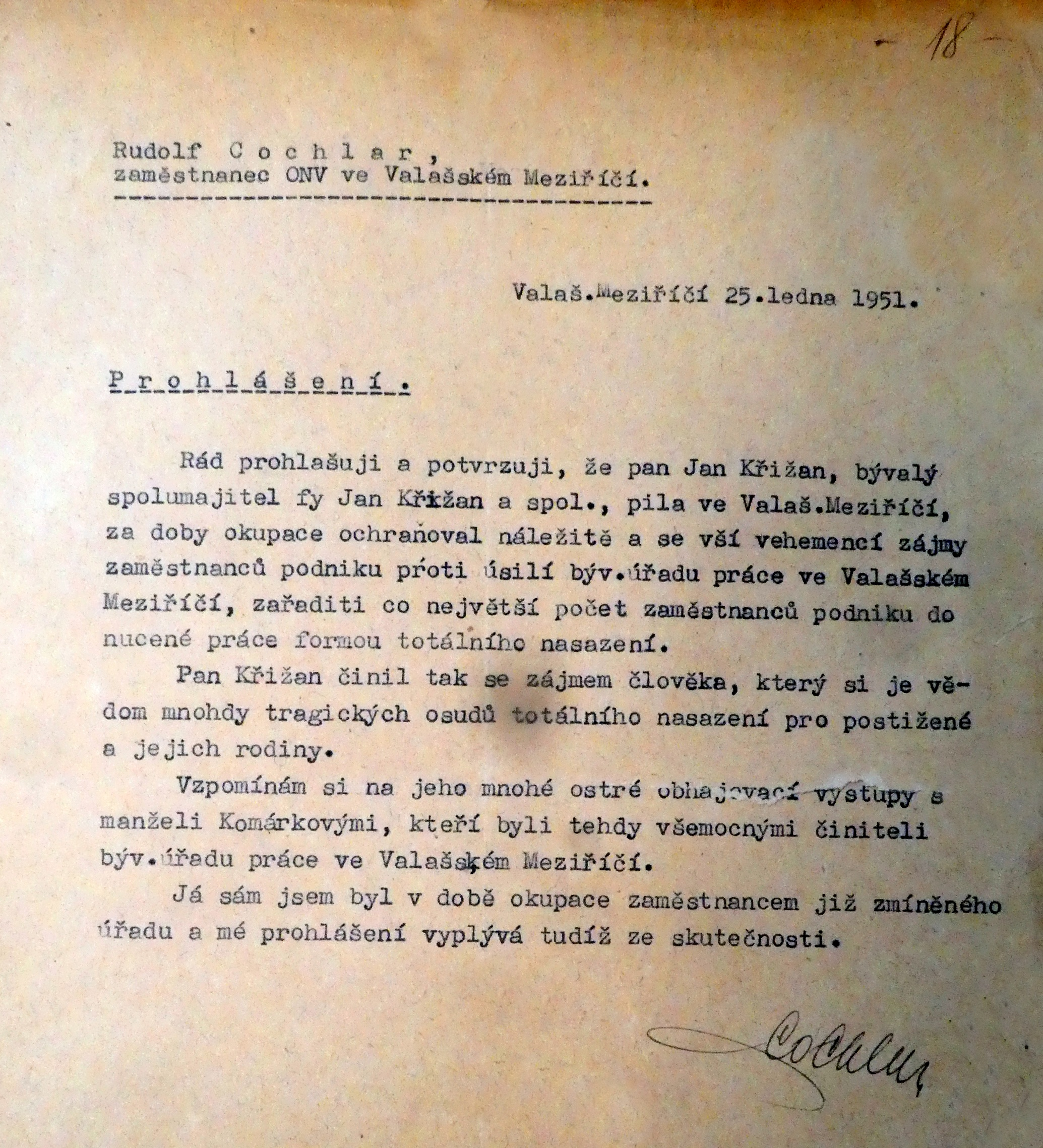
Svědectví Rudolfa Cochlara, zaměstnance ONV Valašské Meziříčí (25. ledna 1951)
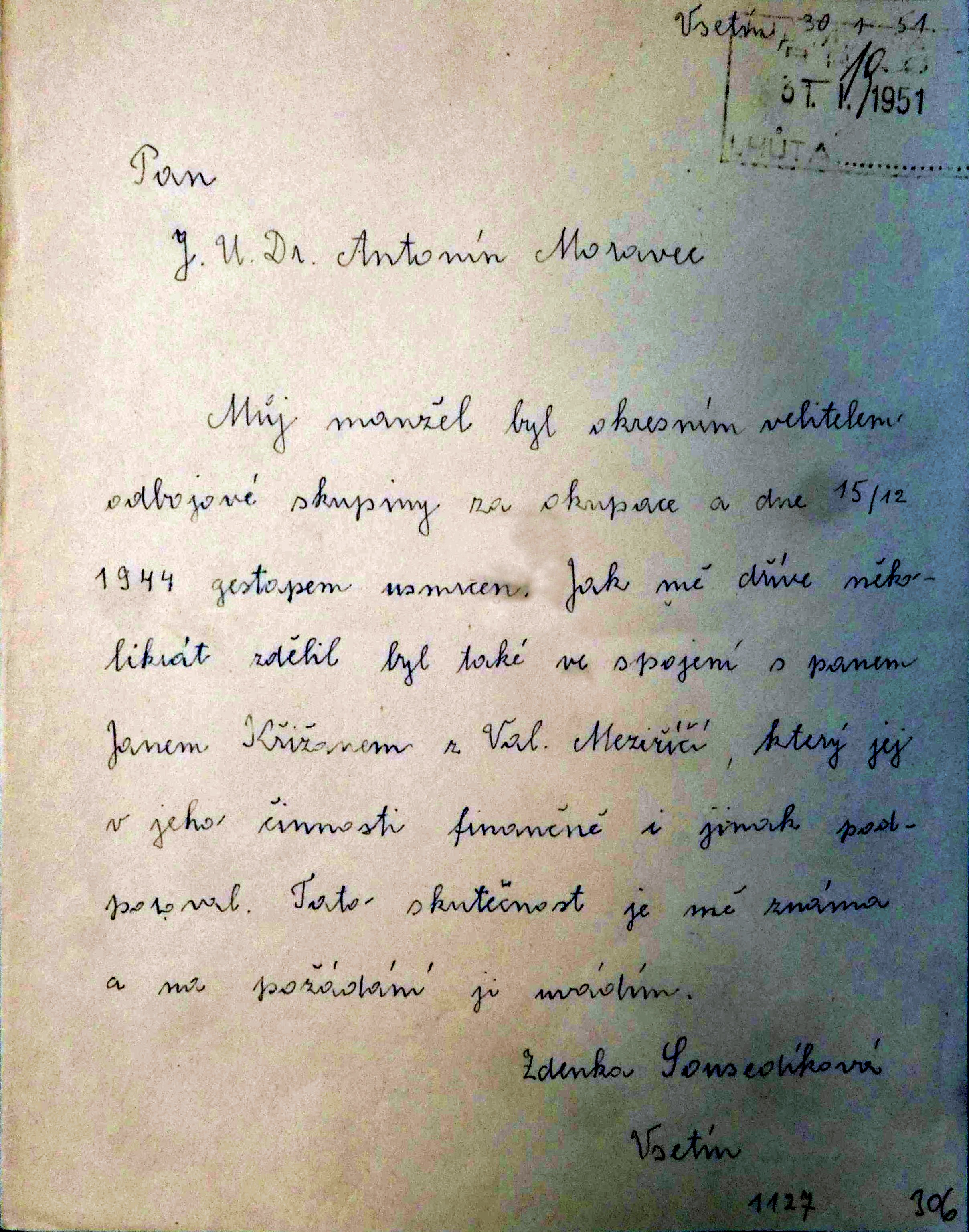
Svědectví Zdenky Sousedíkové, manželky odbojáře Josefa Sousedíka (30. ledna 1951)

## Rehabilitace a připomínky

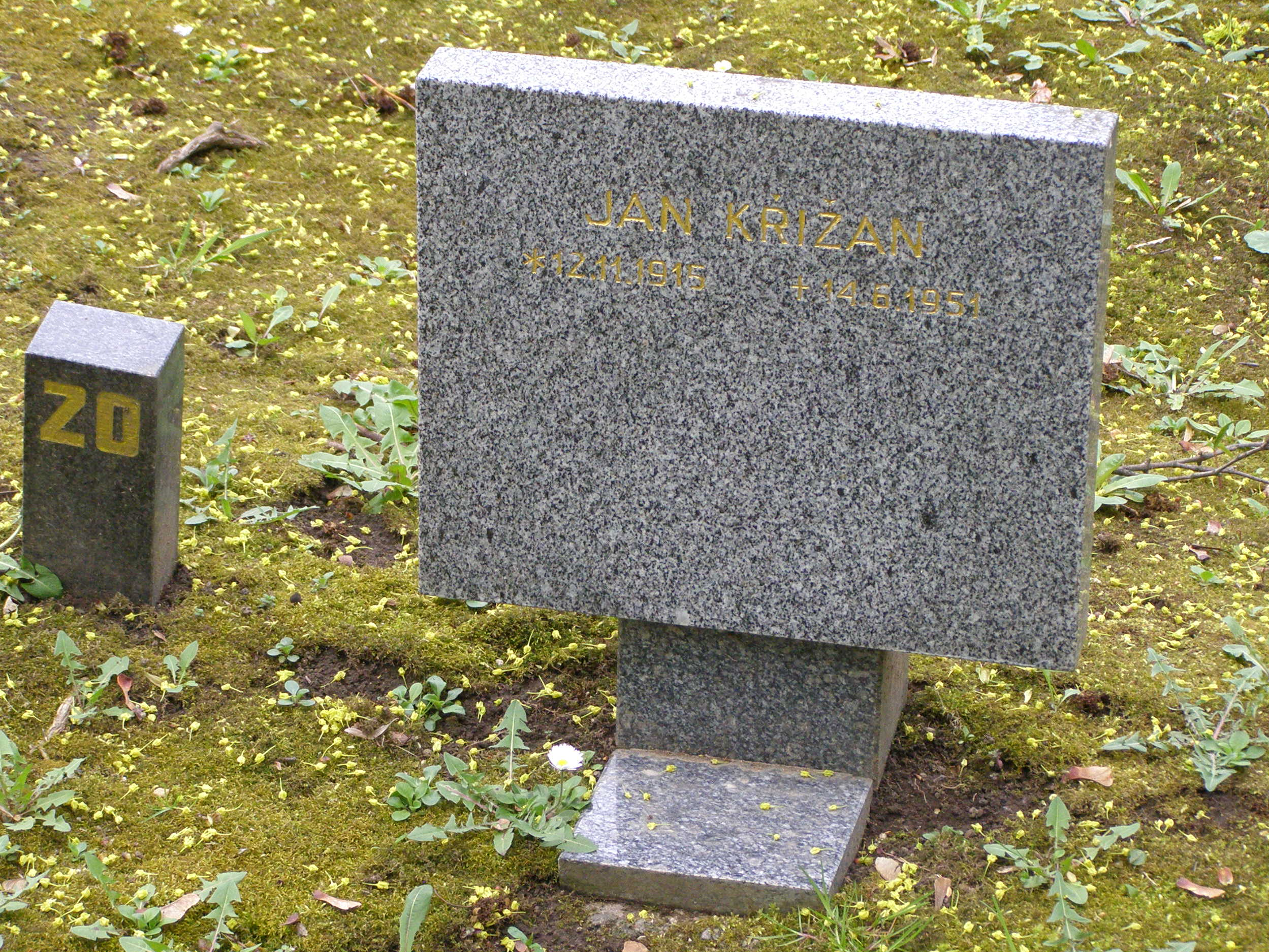
Symbolický hrob na Čestném pohřebišti popravených a umučených z padesátých let – třetí odboj v pražských Ďáblicích

- Po sametové revoluci byl částečně rehabilitován.
- V okrese Vsetín (v lese nad obcí Branky na cestě do Srní doliny, po levé straně, asi 200 m před odpočívadlem U Obrázku) byla v roce 2011 jako rodinná připomínka (v rámci uctění jeho památky) instalována soukromá pamětní deska. Na desce je nápis: PAMÁTCE / JANA KŘIŽANA / 1915–1951 / OBĚTI KOMUNISMU / DAGMAR / JAN, JIŘÍ, ONDŘEJ / ŘEKNI STROMŮM, / ŽE UŽ TADY / NEJSEM / 1951/2011 //.[20]
- Jeho ostatky jsou uloženy v rodinném hrobě na hřbitově ve Valašském Meziříčí,[21] jeho symbolický hrob se nalézá na čestném pohřebišti III. odboje v Praze 8 na Ďáblickém hřbitově.
- Na Ústředním hřbitově v Brně je spolu s Františkem Boháčem a Rudolf Pohlem, kteří byli na dvoře věznice na Cejlu popraveni ve stejný den, připomenut mezi účastníky III. Odboje. Dostupné online